# Kurfürstliches Jagdschlösschen (Mainz)

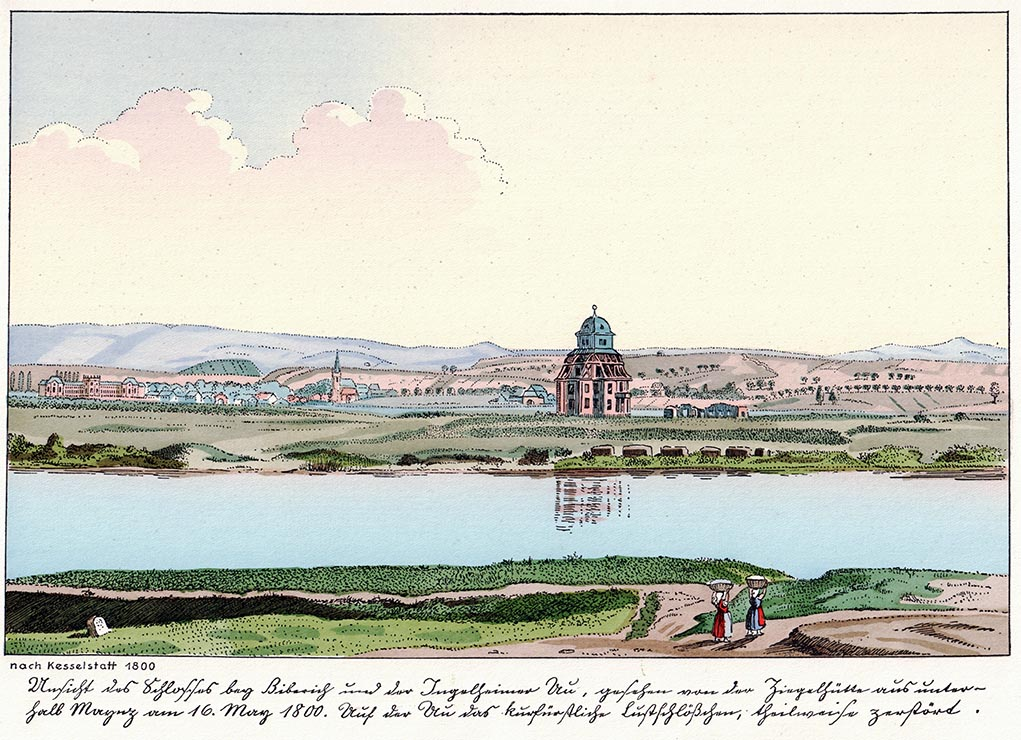
Bildunterschrift: „Ansicht des Schlosses bey Biberich und der Ingelheimer Au, gesehen von der Ziegelhütte aus unterhalb Maynz am 16. May 1800. Auf der Au das kurfürstliche Lustschlößchen, theilweise zerstört.“ Gemälde von Franz von Kesselstatt

Das Ingelheimer Schlösschen war ein kurfürstliches Jagdschlösschen, das 1687 auf der Ingelheimer Aue bei Mainz für den Mainzer Kurfürsten Anselm Franz von Ingelheim errichtet wurde. Mit Beginn des 20. Jahrhunderts wurde es als Ausflugsgaststätte genutzt. Von den sich immer weiter ausbreitenden Industrieanlagen fast vollständig zugebaut wurde es 1961 schließlich trotz Proteste des Mainzer Denkmalpflegers Fritz Arens abgerissen.

## Name
Für das Ingelheimer Schlösschen gibt es eine vielfältige Namensgebung. Heinz Rommel und Karlhermann Matthias nennen das Gebäude das Zöll'sche Haus wobei sich der Name auf einen späteren Besitzer Ende des 19. Jahrhunderts bezieht. Der Bau wurde in kurfürstlicher Zeit auch als Eremitage oder Solitüde bezeichnet. Paul-Georg Custodis verwendet schließlich die Bezeichnung Ingelheimer Schlösschen und charakterisiert das Gebäude als damals gängigen Typ im Umfeld einer größeren Schlossanlage. Als Ausflugsgaststätte ab der Wende vom 19. zum 20. Jahrhundert war der Name Gasthaus zum alten Auhaus, abkürzend Auhaus, Altes Auhaus gebräuchlich. Anhand seiner ursprünglichen Funktion wurde es auch allgemein als Kurfürstliches Jagd- oder Lustschlösschen bezeichnet.

## Erbauung und Nutzung in kurfürstlicher Zeit

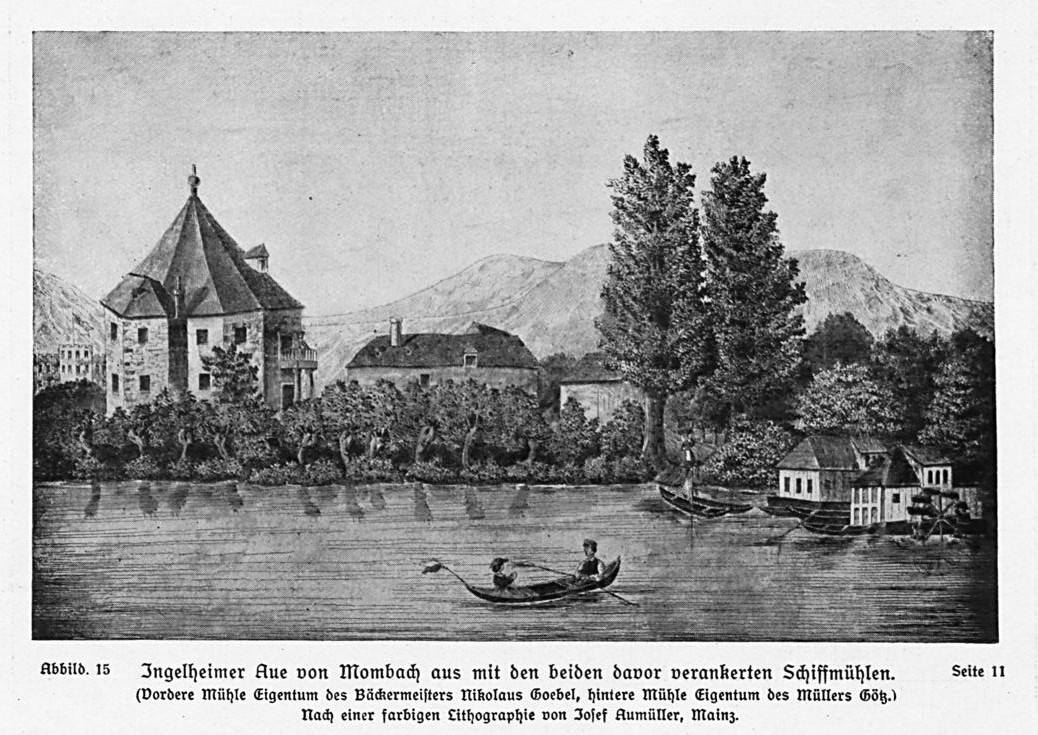
Ingelheimer Aue mit kurfürstlichem Lustschlösschen vor 1800 nach einer Lithographie von Josef Aumüller

Die Ingelheimer Aue, Mitte des 18. Jahrhunderts noch nach ihrem Besitzer als Dreschers Aue bekannt, war eine Rheininsel mit typischer Auen- und Wiesenlandschaft. Aufgrund der Lage war sie prädestiniert für die Entenjagd. Der Mainzer Kurfürst Anselm Franz von Ingelheim besaß dort bereits einen kurfürstlichen Gutshof und erwarb die Rheininsel, die ab diesem Zeitpunkt nach ihm benannt wurde, während seiner Amtszeit in Mainz (1679 bis 1695). Er ordnete den Bau des Ingelheimer Schlösschens an, das 1687 fertig gestellt wurde. Der Architekt war sehr wahrscheinlich der Mainzer Dombaumeister Veit Schneider (auch: Vitus Schneyder). Sehr wahrscheinlich kam es bereits unter dem Nachfolger Franz Anselms von Ingelheim, dem nach eigenen Aussagen „vom Bauwurmb befallenen“ Kurfürsten Lothar Franz von Schönborn, zu kleineren Um- und Ausbauten.

## Beschreibung
Das Schlösschen entsprach dem Typus eines barocken Lusthauses nach italienischem Vorbild. Diese waren im ausgehenden 17. und 18. Jahrhundert im Umfeld größerer Schlossanlagen sehr verbreitet. Das Haupthaus wies einen oktogonalen Grundriss und ein Zeltdach auf und besaß zwei Stockwerke. An vier der acht Seiten waren dem Gebäude ebenfalls zweistöckige Standerker mit abgewalmten Dächern vorgestellt. Der Eingang wurde von einem säulentragenden Altan überhöht, der mit Ornamenten ähnlich denen unterhalb des Balkons am Mittelrisalit des Schönborner Hofs in Mainz geschmückt war. Das Innere des Gebäudes wies im oberen Stockwerk einen großen achteckigen, nur indirekt beleuchteten, Saal auf. Umgeben wurde der Saal mit Zimmern und Alkoven in den acht Zwickeln. Ein zentrales Treppenhaus führte vom Eingang nach oben.

## Weitere Geschichte und Abriss

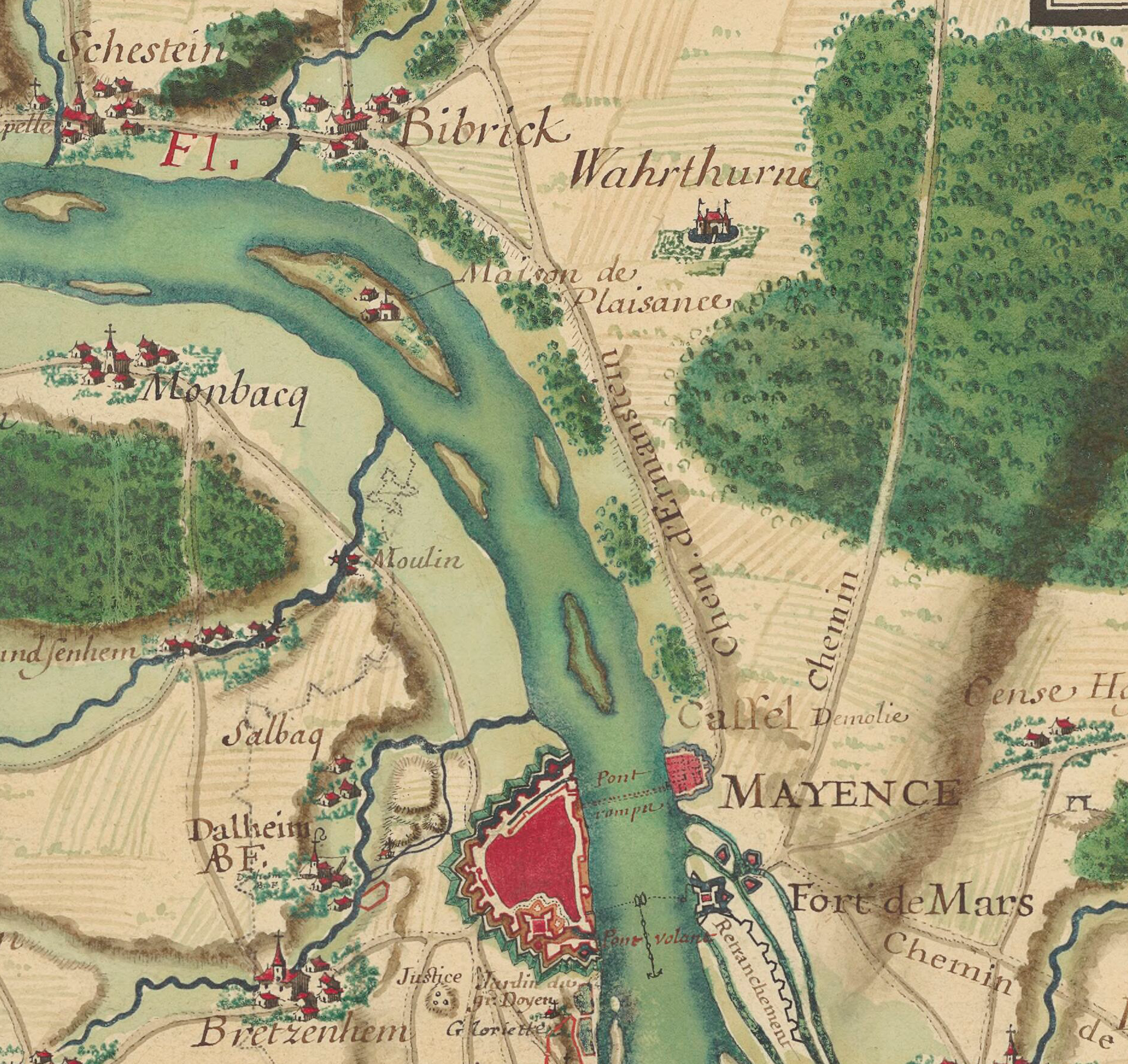
Karte der Ingelheimer Aue mit Lustschlösschen (Maison de Plaisance) im Jahr 1700

Nach dem Ende der kurfürstlichen Zeit ging das Ingelheimer Schlösschen in Privatbesitz über. Ende des 19. Jahrhunderts befand sich das Gebäude in Besitz der Stadt Mainz und wurde verpachtet. In den Mainzer Adressbüchern des Jahres 1897 ist ein Karl Zöll als Landwirt Besitzer des Gebäudes. Die zunehmende Industrialisierung der Ingelheimer Aue ab dem endenden 19. Jahrhundert führte zu größeren Veränderungen. Da die damals noch festungsartig umwallte Stadt Mainz als Bundesfestung wenig Platz für neue Industrieanlagen bot, wurde die Ingelheimer Aue mehr und mehr Standort für städtebaulich notwendig gewordene Anlagen.
Im Zuge der Arbeiten an der Rheinuferneugestaltung und an neuen Mainzer Hafenanlagen wurde der schmale Wasserarm zwischen dem Rheinufer bei Mombach und der Aue 1880 aufgeschüttet, so dass aus der Rheininsel nun eine Halbinsel im Rhein wurde. Von 1880 bis 1887 entstand der Zoll- und Binnenhafen Mainz. Ab 1897 wurde in direkter Nähe des Ingelheimer Schlösschens ein neues größeres Gaswerk geplant und noch vor 1900 in Dienst gestellt. Zu dem Gaswerk führte damals eine Kastanienallee (heutige Kleine Ingelheimstraße) und das Ingelheimer Schlösschen diente quasi als Entrée zur Allee. Vergrößerungen des bald zu klein dimensionierten Gaswerks folgten bald, ein Elektrizitätswerk und die Ansiedlung weiterer Industrieanlagen. Das alte Ingelheimer Schlösschen wurde damit mehr und mehr umbaut. Ernst Neeb beschreibt das zentrale Gebäude kurz in seinem 1905 erschienenen Buch Verzeichnis der Kunstdenkmäler der Stadt Mainz. I. Theil, das zu diesem Zeitpunkt als Gasthaus zum alten Auhaus ein beliebtes und in Reiseführern erwähntes Ausflugslokal der Mainzer und umliegenden Bewohner war.
Spätestens nach dem Zweiten Weltkrieg spielte das Gebäude keine größere Rolle mehr und verfiel zusehends. Alte Fotografien der Bild- und Plansammlung des Mainzer Stadtarchivs aus den 1950er Jahren zeigen das verfallene Haus, fast unmittelbar umgeben von Industriegebäuden. Der Mainzer Denkmalpfleger Fritz Arens setzte sich vergebens für den Erhalt der historischen Bausubstanz ein. Nach längeren Diskussionen wurde das Ingelheimer Schlösschen 1961 zu Gunsten der Erweiterung einer Kokerei für das damalige Heizkraftwerk der heutigen Kraftwerke Mainz-Wiesbaden abgerissen.